# خراشاد (باقران)
خراشاد (بالفارسية: خراشاد) هي قرية تقع في إيران في قسم باقران الريفي. يقدر عدد سكانها بـ 626 نسمة بحسب إحصاء 2016.